# Ankerziehschlepper

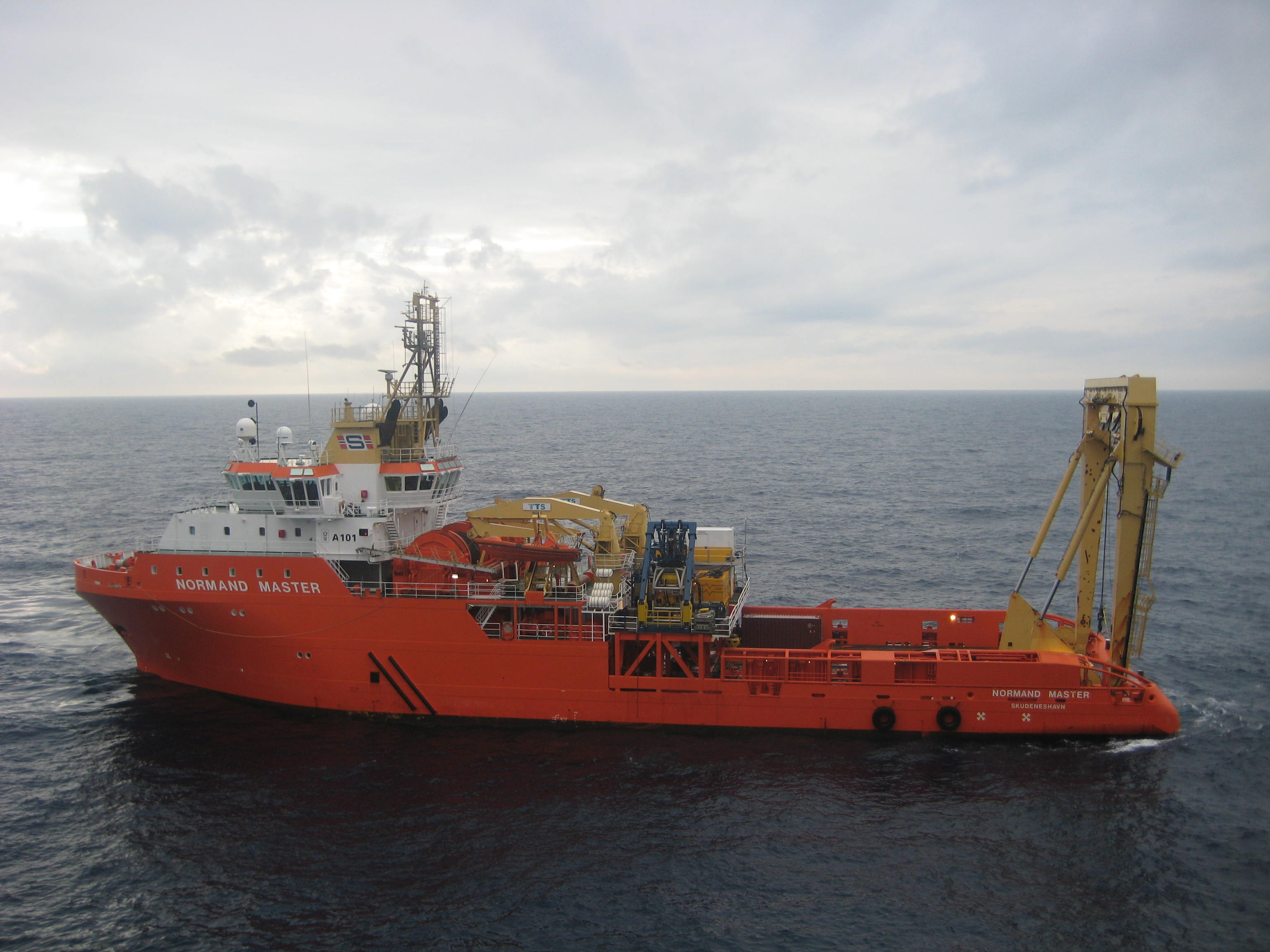
Ankerziehschlepper Normand Master

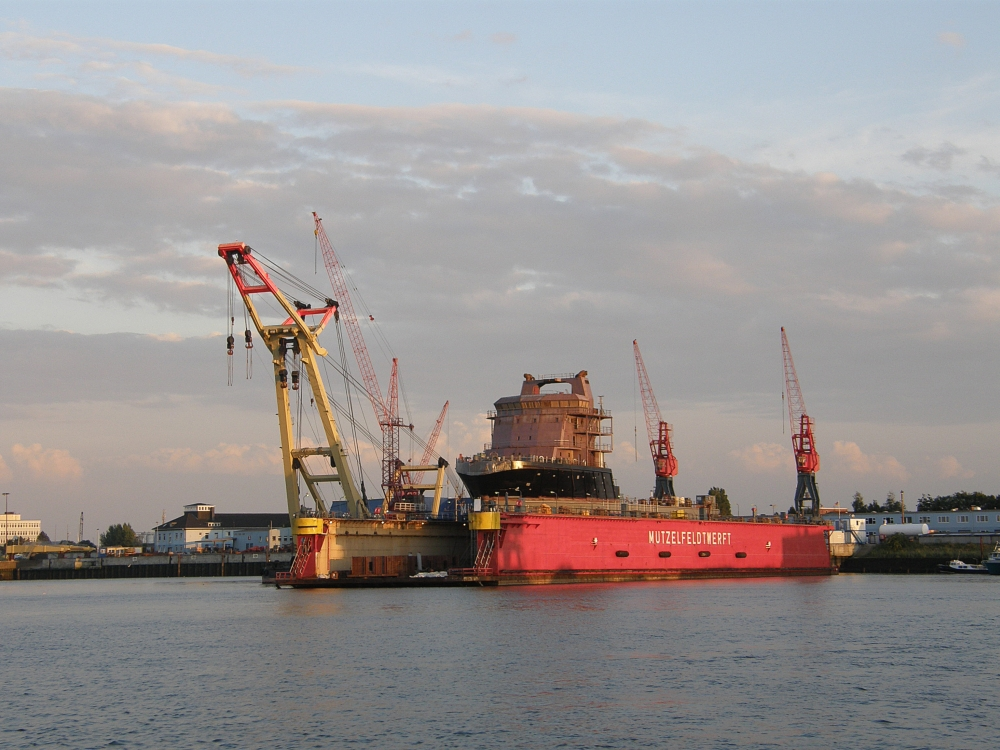
Ankerziehschlepper in Bau im Schwimmdock der Mützelfeldtwerft

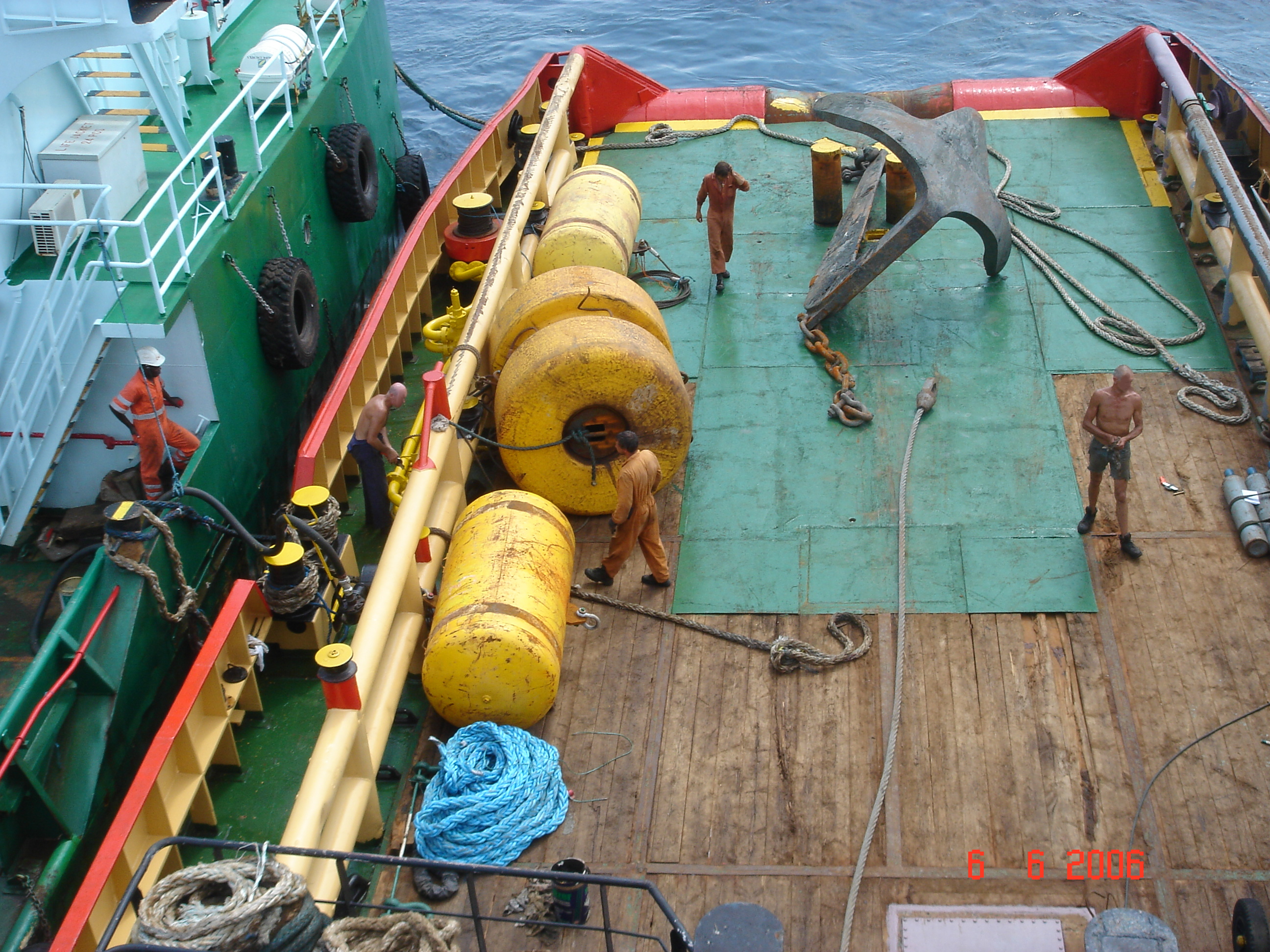
Anker auf dem Arbeitsdeck eines Ankerziehschleppers

Ankerziehschlepper (Anchor Handling Tug, Abk.: AHT), umgangssprachlich manchmal Ankerleger genannt, stellen eine spezielle Form von Schleppern dar. Sie werden bei der Assistenz von Bohrinseln, großen Rohrlegern und bei der Verschleppung von Bohrinseln und anderen großen Offshore-Einheiten ohne eigenen Antrieb verwendet.
Der Name stammt vom „Ankerziehen“, der Ankerverlegung, die hohe Ansprüche an die Besatzung der Ankerziehschlepper stellt. Da sich die Offshore-Einheiten, wie beispielsweise die Rohrleger bei der Pipelineverlegung, an den Ankern vorwärts ziehen, haben sich die Anker sehr fest und tief in den Meeresgrund eingearbeitet. Sie müssen daher von dem kräftigen Ankerziehschlepper „herausgebrochen“ werden, damit die Anker in Fahrtrichtung verbracht und dort neu ausgeworfen werden können.
Teilweise verfügen Ankerziehschlepper auch über Transportkapazität, um Material zum Beispiel für Bohrinseln anzuliefern. Solche kombinierten Schlepper werden häufig auch Anchor Handling Tug Supply (AHTS) genannt. Der Übergang vom AHT bzw. AHTS zum Versorger ist fließend.
Die Island Victory ist mit einem Pfahlzug von 477 Tonnen derzeit der stärkste Ankerziehschlepper der Welt.

## Auswahl deutscher Werften, die Ankerziehschlepper bauen
- Volkswerft Stralsund, baute Ankerziehschlepper bisher nur für Maersk
- Mützelfeldtwerft Cuxhaven, baute eine Serie von Ankerziehschleppern für Harms Bergung